# Туруновка
Туруновка (рос. Туруновка) — село у Венгеровському районі Новосибірської області Російської Федерації.
Входить до складу муніципального утворення Туруновська сільрада. Населення становить 410 осіб (2010).

## Історія
Згідно із законом від 2 червня 2004 року органом місцевого самоврядування є Туруновська сільрада.

## Населення
| 2002 | 2007 | 2010 |
| ---- | ---- | ---- |
| 473  | ↘439 | ↘410 |